# Aleaciones de aluminio

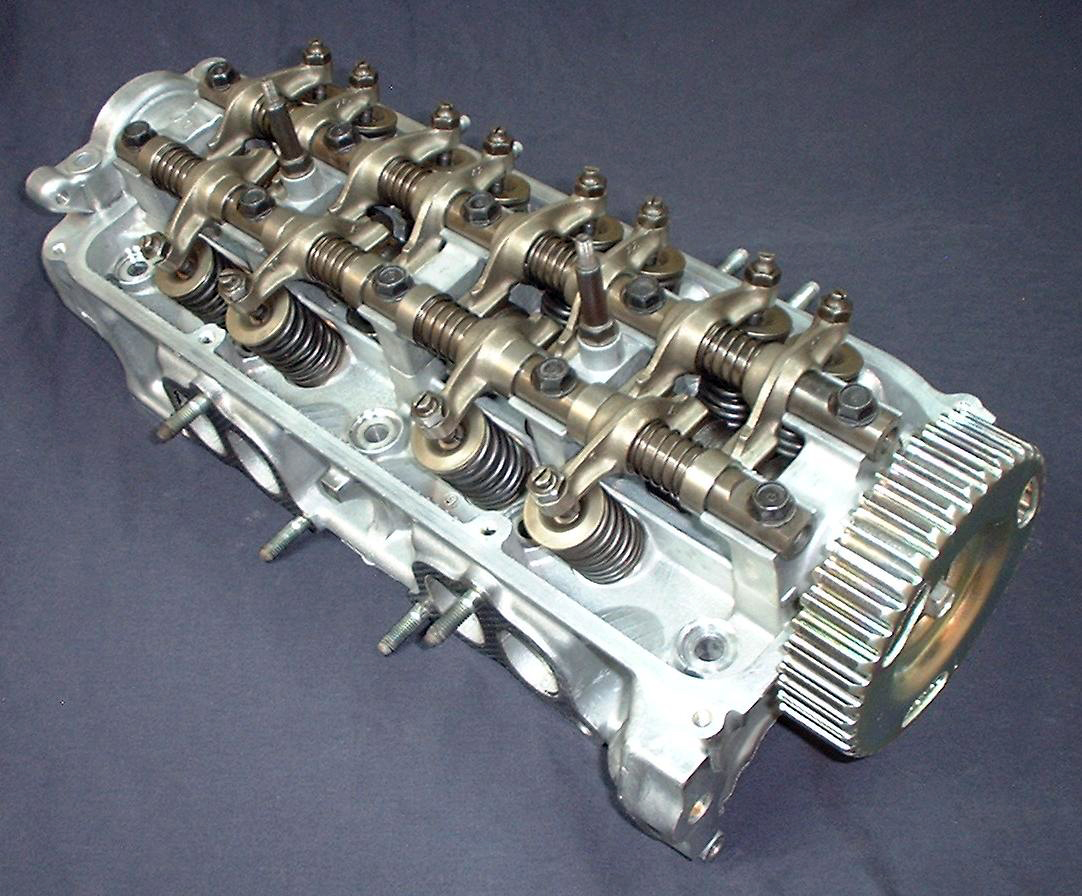
Culata de motor de aleación de aluminio

Las aleaciones de aluminio son aquellas que se obtienen a partir de la mezcla de aluminio (metal que predomina) y otros elementos, generalmente cobre, zinc, manganeso, magnesio, silicio, hierro, cromo, níquel, titanio, plata, estaño y plomo. Forman parte de las llamadas aleaciones ligeras, con una densidad mucho menor que los aceros, pero no tan resistentes a la corrosión como el aluminio puro, que forma en su superficie una capa de óxido de aluminio (alúmina). Las aleaciones de aluminio tienen como principal objetivo mejorar la dureza y resistencia del aluminio, que es en estado puro un metal muy blando.
La corrosión galvánica se produce rápidamente en las aleaciones de aluminio cuando entran en contacto eléctrico con acero inoxidable u otras aleaciones con mayor electronegatividad en un ambiente húmedo, por lo que si se usan conjuntamente deben ser adecuadamente aisladas.

## Características
Desde el punto de vista físico, el aluminio puro posee una resistencia muy baja a la tracción y una dureza escasa. En cambio, unido en aleación con otros elementos, el aluminio adquiere características mecánicas muy superiores. La primera aleación resistente de aluminio descubierta fue el duraluminio y pueden ser centenares de aleaciones diferentes. El duraluminio contiene pequeñas cantidades de cobre (Cu) (3 - 5%), magnesio (Mg) (0,5 - 2%), manganeso (Mn) (0,25 - 1%) y zinc (3,5 - 5%). Solamente se usan en la práctica materiales de aluminio que contienen otros elementos (con la excepción del aluminio puro al 99,99), ya que incluso en aleaciones con una pureza del 99% sus propiedades vienen determinadas en gran parte por el contenido en hierro o silicio.
Las aleaciones de aluminio contienen, en una matriz de aluminio diversos elementos de aleación. Los principales son el cobre (Cu), silicio (Si), magnesio (Mg), zinc (Zn) y manganeso (Mn). En menores cantidades se usa también hierro (Fe), cromo (Cr) y titanio (Ti); y para aleaciones especiales se suele usar también níquel (Ni), cobalto (Co), plata (Ag), litio (Li), vanadio (V), circonio (Zr), estaño (Sn), plomo (Pb), cadmio (Cd), bismuto (Bi), berilio (Be), boro (B), sodio (Na), estroncio (Sr) y escandio (Sc).
Son también importantes los diversos tipos de aleaciones llamadas anticorodal, a base de aluminio (Al) y pequeños aportes de magnesio (Mg) y silicio (Si). Pero que pueden contener a veces manganeso (Mn), titanio (Ti) y cromo (Cr). A estas aleaciones se las conoce con el nombre de avional, duralinox, silumin, hidronalio, peraluman, etc. Como hay distintas composiciones de aluminio en el mercado, es importante considerar las propiedades que éstas presentan, pues, en la industria de la manufactura, unas son más favorables que otras.[cita requerida]

## Aporte de los elementos aleantes
Los principales elementos de aleación del aluminio son los siguientes y se enumeran las ventajas que proporcionan.
- Cromo (Cr): Aumenta la resistencia mecánica cuando está combinado con otros elementos Cu, Mn, Mg.
- Cobre (Cu): Incrementa las propiedades mecánicas pero reduce la resistencia a la corrosión.
- Hierro (Fe): Aumenta la resistencia mecánica y a la fatiga.
- Magnesio (Mg): Tiene una gran resistencia tras el conformado en frío.
- Manganeso (Mn): Incrementa las propiedades mecánicas y reduce la calidad de embutición.
- Silicio (Si): Combinado con magnesio (Mg), tiene mayor resistencia mecánica.
- Titanio (Ti): Aumenta la resistencia mecánica.
- Zinc (Zn): Aumenta la resistencia a la corrosión.
- Escandio (Sc): Mejora la soldadura

Las aleaciones de aluminio forjado se dividen en dos grandes grupos, las que no reciben tratamiento térmico y las que reciben tratamiento térmico.

### Aleaciones de aluminio forjado sin tratamiento térmico
Las aleaciones que no reciben tratamiento térmico solamente pueden ser trabajadas en frío para aumentar su resistencia. Hay tres grupos principales de estas aleaciones según la norma AISI-SAE que son los siguientes:
- Aleaciones 1xxx: Son aleaciones de aluminio técnicamente puro, al 99,9% siendo sus principales impurezas el hierro y el silicio como elemento aleante. Se les aporta un 0.1% de cobre para aumentar su resistencia. Tienen una resistencia aproximada de 90 MPa (13,1 ksi). Se utilizan principalmente para trabajos de laminados en frío.
- Aleaciones 3 xxx: El elemento aleante principal de este grupo de aleaciones es el manganeso (Mn) que está presente en un 1,2% y tiene como objetivo reforzar al aluminio. Tienen una resistencia aproximada de 16 ksi (110 MPa) en condiciones de recocido. Se utilizan en componentes que exijan buena maquinabilidad.
- Aleaciones 5xxx: En este grupo de aleaciones el magnesio es el principal componente aleante, su aporte varía del 2 al 5%. Esta aleación se utiliza cuando se necesita conseguir reforzamiento en solución sólida. Tiene una resistencia aproximada de 28 ksi (193 MPa) en condiciones de recocido.

### Aleaciones de aluminio forjado con tratamiento térmico
Algunas aleaciones pueden reforzarse mediante tratamiento térmico en un proceso de precipitación. El nivel de tratamiento térmico de una aleación se representa mediante la letra T seguida de un número por ejemplo T5. Hay tres grupos principales de este tipo de aleaciones.
- Aleaciones 2xxx. El principal aleante de este grupo de aleaciones es el cobre (Cu), aunque también contienen magnesio. Estas aleaciones con un tratamiento T6 tiene una resistencia a la tracción aproximada de 64 ksi (441 MPa) y se utiliza en la fabricación de estructuras de aviones, concretamente en la parte inferior y en el fuselaje donde se precisa de una gran tenacidad a fractura además de buena resistencia.
- Aleaciones 6xxx. Los principales elementos aleantes de este grupo son magnesio y silicio. Con unas condiciones de tratamiento térmico T6 alcanza una resistencia a la tracción de 42 ksi (290 MPa) y es utilizada para perfiles y estructuras en general.
- Aleaciones 7xxx. Los principales aleantes de este grupo de aleaciones son zinc, magnesio y cobre. Con un tratamiento T6 tiene una resistencia a la tracción aproximada de 73 ksi (503 MPa) y se utiliza para fabricar estructuras de aviones, concretamente la parte superior de las alas en las que se precisa una gran resistencia. También se usa en aplicaciones deportivas de alto nivel, como platos y piñones de bicicletas (Mountain Bike y de Carrera) y para bastones de esquí usados en competición, siendo la aleación 7040 la más usada debido a su ligereza y buena flexibilidad aun a bajas temperaturas.[cita requerida]

| SAE n.º | AA Designation | Si        | Fe  | Cu         | Mn   | Mg          | Cr   | Ni   | Zn   | Ti   | Ag  | Otros elementos | Otros elementos |
| SAE n.º | AA Designation | Si        | Fe  | Cu         | Mn   | Mg          | Cr   | Ni   | Zn   | Ti   | Ag  | Cada uno        | Total           |
| ------- | -------------- | --------- | --- | ---------- | ---- | ----------- | ---- | ---- | ---- | ---- | --- | --------------- | --------------- |
| 34      | 222.0          | 2.0       | 1.5 | 9.2 - 10.8 | 0.50 | 0.15 - 0.35 | n/a  | 0.50 | 0.8  | 0.25 | n/a | n/a             | 0.35            |
| 35      | 443.0          | 4.5 - 6.0 | 0.8 | 0.6        | 0.50 | 0.05        | 0.25 | n/a  | 0.50 | 0.25 | n/a | n/a             | 0.35            |

## Constitución de las aleaciones de aluminio

### Aleaciones de aluminio maleable
- Aluminio puro (o pureza), aluminio purísimo, AlFeSi.
- Aleaciones de AlMn maleables.
- Aleaciones de AlMg y de AlMgMn maleables.
- Aleaciones de AlMgSi maleables.
- Aleaciones de AlCuMg y AlCuSiMn maleables.
- Aleaciones de AlZnMg maleables.
- Aleaciones de AlZnMgCu maleables.
- Aleaciones con plomo maleables: para mejorar el mecanizado, a las aleaciones tipo AlCuMgPb y AlMgSiPb contienen pequeñas adiciones de plomo y en algunos casos de cadmio, bismuto y estaño. Estos elementos se presentan como fases separadas en la estructura que permite la formación de virutas cortas durante el mecanizado. Estas aleaciones no deben contener magnesio, pues se formaría una fase de Mg3Bi2 que es muy frágil.
- Aleaciones con litio maleables: las aleaciones de aluminio y litio se caracterizan por su baja densidad, lo que supone buenas propiedades mecánicas frente a la masa. En la mayoría de los casos se trata de aleaciones con otros elementos, como la AlCuLi (2020). Estas aleaciones tienen problemas de fragilidad que hacen que requieran otros aleantes y condiciones de fabricación especiales (pulvimetalurgia) y tienen aplicación comercial en el campo aeroespacial.
- Otras aleaciones maleables.[cita requerida]

### Tratamientos para aleaciones de aluminio
- F:    Bruto de Fábrica.

- O:    Recocida (en la condición más blanda posible).

- H:    Acritud (trabajada en frío).

- W:    Tratada por solución.

- T:    Endurecimiento estructural por maduración.[cita requerida]